# Hydrocharitales
Hydrocharitales is een botanische naam in de rang van orde: de naam is gevormd vanuit de familienaam Hydrocharitaceae. Een orde onder deze naam wordt zelden erkend door systemen voor plantentaxonomie.
Het Cronquist-systeem (1981) gebruikte deze naam voor een van de vier ordes in de onderklasse Alismatidae. De samenstelling was deze:
- orde Hydrocharitales
  - familie Hydrocharitaceae

Het APG II-systeem (2003) kent niet een orde onder deze naam: de betreffende familie wordt daar ingevoegd in de orde Alismatales.